# 2011-es U20-as labdarúgó-világbajnokság
A 2011-es U20-as labdarúgó-világbajnokság a 18. ilyen jellegű torna volt, melynek házigazdája Kolumbia. A világbajnokságon 1991. január 1. után született labdarúgók vehettek részt.
A tornát július 29. és augusztus 20. között rendezték, 24 csapat részvételével.

## Helyszínek
A világbajnokság mérkőzéseit az alábbi nyolc helyszínen rendezik:
| Armenia                                | Armenia Barranquilla Bogotá Cali Cartagena Manizales Medellín Pereira | Cartagena                       |
| -------------------------------------- | --------------------------------------------------------------------- | ------------------------------- |
| Estadio Centenario                     | Armenia Barranquilla Bogotá Cali Cartagena Manizales Medellín Pereira | Estadio Jaime Morón León        |
| Férőhely: 30 000                       | Armenia Barranquilla Bogotá Cali Cartagena Manizales Medellín Pereira | Férőhely: 25 000                |
|                                        | Armenia Barranquilla Bogotá Cali Cartagena Manizales Medellín Pereira |                                 |
| Barranquilla                           | Armenia Barranquilla Bogotá Cali Cartagena Manizales Medellín Pereira | Manizales                       |
| Estadio Metropolitano Roberto Meléndez | Armenia Barranquilla Bogotá Cali Cartagena Manizales Medellín Pereira | Estadio Palogrande              |
| Férőhely: 60 000                       | Armenia Barranquilla Bogotá Cali Cartagena Manizales Medellín Pereira | Férőhely: 42 553                |
|                                        | Armenia Barranquilla Bogotá Cali Cartagena Manizales Medellín Pereira |                                 |
| Bogotá                                 | Armenia Barranquilla Bogotá Cali Cartagena Manizales Medellín Pereira | Medellín                        |
| Estadio El Campín                      | Armenia Barranquilla Bogotá Cali Cartagena Manizales Medellín Pereira | Estadio Atanasio Girardot       |
| Férőhely: 45 000                       | Armenia Barranquilla Bogotá Cali Cartagena Manizales Medellín Pereira | Férőhely: 53 000                |
|                                        | Armenia Barranquilla Bogotá Cali Cartagena Manizales Medellín Pereira |                                 |
| Cali                                   | Armenia Barranquilla Bogotá Cali Cartagena Manizales Medellín Pereira | Pereira                         |
| Estadio Pascual Guerrero               | Armenia Barranquilla Bogotá Cali Cartagena Manizales Medellín Pereira | Estadio Hernán Ramírez Villegas |
| Férőhely: 46 000                       | Armenia Barranquilla Bogotá Cali Cartagena Manizales Medellín Pereira | Férőhely: 38 000                |
|                                        | Armenia Barranquilla Bogotá Cali Cartagena Manizales Medellín Pereira |                                 |

## Résztvevők
| Szövetség                                         | Selejtezőtorna                                  | Csapatok                                                                      |
| ------------------------------------------------- | ----------------------------------------------- | ----------------------------------------------------------------------------- |
| AFC (Ázsia)                                       | 2010-es U19-es Ázsia-kupa                       | Ausztrália · Dél-Korea · Észak-Korea · Szaúd-Arábia                           |
| CAF (Afrika)                                      | 2011-es U19-es Afrika-kupa                      | Egyiptom · Kamerun · Mali · Nigéria                                           |
| CONCACAF (Észak és Közép-amerikai, Karibi térség) | 2011-es U20-as CONCACAF-aranykupa               | Costa Rica · Guatemala · Mexikó · Panama                                      |
| CONMEBOL (Dél-Amerika)                            | 2011-es U19-es dél-amerikai Labdarúgó-bajnokság | Brazília · Uruguay · Argentína · Ecuador                                      |
| OFC (Óceánia)                                     | 2011-es U20-as óceániai-bajnokság               | Új-Zéland                                                                     |
| UEFA (Európa)                                     | 2010-es U19-es labdarúgó-Európa-bajnokság       | Ausztria · Anglia · Franciaország · Horvátország · Portugália · Spanyolország |
| Rendező ország                                    | Rendező ország                                  | Kolumbia                                                                      |

## Eredmények
Az időpontok helyi időben (UTC+2) értendők.

### Csoportkör
A csoportkörben minden csapat a másik három csapattal egy-egy mérkőzést játszott, így összesen 6 mérkőzésre került sor mind a hat csoportban. A csoportokból az első két helyezett, és a négy legjobb harmadik helyezett jutott tovább. Minden csoportban az utolsó két mérkőzést azonos időpontban játszották.
A csoportokban a következők szerint kellett a sorrendet meghatározni:
1. több szerzett pont az összes mérkőzésen (egy győzelemért 3 pont, egy döntetlenért 1 pont jár, a vereségért nem jár pont)
2. jobb gólkülönbség az összes mérkőzésen
3. több lőtt gól az összes mérkőzésen

Ha két vagy több csapat a fenti három kritérium alapján is azonos eredménnyel áll, akkor a következők szerint kell meghatározni a sorrendet:
1. több szerzett pont az azonosan álló csapatok között lejátszott mérkőzéseken
2. jobb gólkülönbség az azonosan álló csapatok között lejátszott mérkőzéseken
3. több lőtt gól az azonosan álló csapatok között lejátszott mérkőzéseken
4. sorsolás

| Jelmagyarázat                                                                                             |
| --- |
| A csoportok első és második helyezettje bejutott az egyenes kieséses szakaszba.                           |
| A csoportok legjobb négy harmadik helyezettje is bejutott az egyenes kieséses szakaszba.                  |
| A csoportok két legrosszabb harmadik helyezettjei és a negyedik helyezettjei kiestek a világbajnokságról. |

#### A csoport
| Csapat        | M | Gy | D | V | G+ | G– | Gk | P |
| ------------- | - | -- | - | - | -- | -- | -- | - |
| Kolumbia      | 3 | 3  | 0 | 0 | 7  | 1  | +6 | 9 |
| Franciaország | 3 | 2  | 0 | 1 | 6  | 5  | +1 | 6 |
| Dél-Korea     | 3 | 1  | 0 | 2 | 3  | 4  | –1 | 3 |
| Mali          | 3 | 0  | 0 | 3 | 0  | 6  | –6 | 0 |

| 2011. július 30. 17:00 |

| Mali | 0–2               | Dél-Korea                                       |
| ---- | ----------------- | ----------------------------------------------- |
|      | (0–0) Jegyzőkönyv | Kim Kyung-Jung 50' Jang Hyun-Soo 80' (11-esből) |

| Estadio El Campín, Bogotá Nézőszám: 28 000 Játékvezető: Mark Clattenburg (angol) |

| 2011. július 30. 20:00 |

| Kolumbia                                          | 4–1               | Franciaország |
| ------------------------------------------------- | ----------------- | ------------- |
| Rodríguez 30' (11-esből) Muriel 48' 66' Arias 64' | (1–1) Jegyzőkönyv | Sunu 21'      |

| Estadio El Campín, Bogotá Nézőszám: 32 257 Játékvezető: Peter O’Leary (új-zélandi) |

| 2011. augusztus 2. 17:00 |

| Franciaország                       | 3–1               | Dél-Korea        |
| ----------------------------------- | ----------------- | ---------------- |
| Sunu 27' Fofana 81' Lacazette 90+1' | (1–0) Jegyzőkönyv | Kim Young-Uk 59' |

| Estadio El Campín, Bogotá Nézőszám: 36 103 Játékvezető: Wilson Seneme (brazil) |

| 2011. augusztus 2. 20:00 |

| Kolumbia                     | 2–0               | Mali |
| ---------------------------- | ----------------- | ---- |
| Valencia 23' Rodríguez 90+1' | (1–0) Jegyzőkönyv |      |

| Estadio El Campín, Bogotá Nézőszám: 33 158 Játékvezető: Vad István (magyar) |

| 2011. augusztus 5. 20:00 |

| Franciaország             | 2–0               | Mali |
| ------------------------- | ----------------- | ---- |
| Bakambu 70' Lacazette 77' | (0–0) Jegyzőkönyv |      |

| Estadio Pascual Guerrero, Cali Nézőszám: 31 328 Játékvezető: Antonio Arias (paraguayi) |

| 2011. augusztus 5. 20:00 |

| Kolumbia   | 1–0               | Dél-Korea |
| ---------- | ----------------- | --------- |
| Muriel 37' | (1–0) Jegyzőkönyv |           |

| Estadio El Campín, Bogotá Nézőszám: 35 745 Játékvezető: Markus Strömbergsson (osztrák) |

#### B csoport
| Csapat     | M | Gy | D | V | G+ | G– | Gk | P |
| ---------- | - | -- | - | - | -- | -- | -- | - |
| Portugália | 3 | 2  | 1 | 0 | 2  | 0  | +2 | 7 |
| Kamerun    | 3 | 1  | 1 | 1 | 2  | 2  | 0  | 4 |
| Új-Zéland  | 3 | 0  | 2 | 1 | 2  | 3  | –1 | 2 |
| Uruguay    | 3 | 0  | 2 | 1 | 1  | 2  | –1 | 2 |

| 2011. július 30. 17:00 |

| Kamerun    | 1–1               | Új-Zéland          |
| ---------- | ----------------- | ------------------ |
| Mbondi 33' | (1–1) Jegyzőkönyv | Tchaha 40' (öngól) |

| Estadio Pascual Guerrero, Cali Nézőszám: 35 276 Játékvezető: William Collum (skót) |

| 2011. július 30. 20:00 |

| Portugália | 0–0         | Uruguay |
| ---------- | ----------- | ------- |
|            | Jegyzőkönyv |         |

| Estadio Pascual Guerrero, Cali Nézőszám: 35 276 Játékvezető: Abdulrahman Hussain (katari) |

| 2011. augusztus 2. 17:00 |

| Uruguay  | 1–1               | Új-Zéland |
| -------- | ----------------- | --------- |
| Luna 74' | (0–0) Jegyzőkönyv | Bevin 57' |

| Estadio Pascual Guerrero, Cali Játékvezető: Cüneyt Çakır (török) |

| 2011. augusztus 2. 20:00 |

| Portugália   | 1–0               | Kamerun |
| ------------ | ----------------- | ------- |
| Oliveira 18' | (1–0) Jegyzőkönyv |         |

| Estadio Pascual Guerrero, Cali Nézőszám: 28 889 Játékvezető: Antonio Arias (paraguayi) |

| 2011. augusztus 5. 17:00 |

| Portugália    | 1–0               | Új-Zéland |
| ------------- | ----------------- | --------- |
| Mário Rui 31' | (1–0) Jegyzőkönyv |           |

| Estadio El Campín, Bogotá Játékvezető: Kim Dong-Jin (dél-koreai) |

| 2011. augusztus 5. 17:00 |

| Uruguay | 0–1               | Kamerun    |
| ------- | ----------------- | ---------- |
|         | (0–1) Jegyzőkönyv | Mbongo 28' |

| Estadio Pascual Guerrero, Cali Játékvezető: Mark Geiger (amerikai) |

#### C csoport
| Csapat        | M | Gy | D | V | G+ | G– | Gk | P |
| ------------- | - | -- | - | - | -- | -- | -- | - |
| Spanyolország | 3 | 3  | 0 | 0 | 11 | 2  | +9 | 9 |
| Ecuador       | 3 | 1  | 1 | 1 | 4  | 3  | +1 | 4 |
| Costa Rica    | 3 | 1  | 0 | 2 | 4  | 9  | –5 | 3 |
| Ausztrália    | 3 | 0  | 1 | 2 | 4  | 9  | –5 | 1 |

| 2011. július 31. 15:00 |

| Costa Rica | 1–4               | Spanyolország                                  |
| ---------- | ----------------- | ---------------------------------------------- |
| Ruiz 65'   | (0–1) Jegyzőkönyv | Rodrigo 14' 48' Koke 81' Isco 90+4' (11-esből) |

| Estadio Palogrande, Manizales Játékvezető: Dario Ubriaco (uruguayi) |

| 2011. július 31. 18:00 |

| Ausztrália | 1–1               | Ecuador   |
| ---------- | ----------------- | --------- |
| Oar 89'    | (0–1) Jegyzőkönyv | Govea 24' |

| Estadio Palogrande, Manizales Nézőszám: 7077 Játékvezető: Djamel Haimoudi (algériai) |

| 2011. augusztus 3. 17:00 |

| Ecuador | 0–2               | Spanyolország                  |
| ------- | ----------------- | ------------------------------ |
|         | (0–0) Jegyzőkönyv | Canales 67' Álvaro Vázquez 85' |

| Estadio Palogrande, Manizales Játékvezető: Peter O’Leary (új-zélandi) |

| 2011. augusztus 3. 20:00 |

| Ausztrália                | 2–3               | Costa Rica                |
| ------------------------- | ----------------- | ------------------------- |
| Oar 26' Calvo 64' (öngól) | (1–2) Jegyzőkönyv | Campbell 22' 27' Ruiz 72' |

| Estadio Palogrande, Manizales Nézőszám: 10 132 Játékvezető: Robert Schöergenhofer (osztrák) |

| 2011. augusztus 6. 17:00 |

| Ecuador                     | 3–0               | Costa Rica |
| --------------------------- | ----------------- | ---------- |
| Montaño 2' de Jesús 13' 69' | (2–0) Jegyzőkönyv |            |

| Estadio Hernán Ramírez Villegas, Pereira Játékvezető: Cüneyt Çakır (török) |

| 2011. augusztus 6. 17:00 |

| Ausztrália | 1–5               | Spanyolország                                        |
| ---------- | ----------------- | ---------------------------------------------------- |
| Bulut 27'  | (1–5) Jegyzőkönyv | Roberto 1' Vázquez 6' 13' 18' Canales 31' (11-esből) |

| Estadio Palogrande, Manizales Nézőszám: 14 548 Játékvezető: Wilson Seneme (brazil) |

#### D csoport
| Csapat       | M | Gy | D | V | G+ | G– | Gk  | P |
| ------------ | - | -- | - | - | -- | -- | --- | - |
| Nigéria      | 3 | 3  | 0 | 0 | 12 | 2  | +10 | 9 |
| Szaúd-Arábia | 3 | 2  | 0 | 1 | 8  | 2  | +6  | 6 |
| Guatemala    | 3 | 1  | 0 | 2 | 1  | 11 | –10 | 3 |
| Horvátország | 3 | 0  | 0 | 3 | 2  | 8  | –6  | 0 |

| 2011. július 31. 15:00 |

| Nigéria                                      | 5–0               | Guatemala |
| -------------------------------------------- | ----------------- | --------- |
| Egbedi 8' 39' Ajagun 47' Kayode 53' Musa 76' | (2–0) Jegyzőkönyv |           |

| Estadio Centenario, Armenia Játékvezető: Robert Schöergenhofer (osztrák) |

| 2011. július 31. 18:00 |

| Horvátország | 0–2               | Szaúd-Arábia               |
| ------------ | ----------------- | -------------------------- |
|              | (0–0) Jegyzőkönyv | Alfahmi 54' Almuwallad 69' |

| Estadio Centenario, Armenia Nézőszám: 9030 Játékvezető: Noumandiez Doue (elefántcsontparti) |

| 2011. augusztus 3. 17:00 |

| Szaúd-Arábia                                                                         | 6–0               | Guatemala |
| ------------------------------------------------------------------------------------ | ----------------- | --------- |
| Dagriri 17' Al-Fahami 27' Al-Fatil 58' Al-Shahrani 66' Al-Ibrahim 83' Al-Dawsari 89' | (2–0) Jegyzőkönyv |           |

| Estadio Centenario, Armenia Játékvezető: William Collum (skót) |

| 2011. augusztus 3. 20:00 |

| Horvátország             | 2–5               | Nigéria                                       |
| ------------------------ | ----------------- | --------------------------------------------- |
| Lendrić 42' Kramarić 66' | (1–3) Jegyzőkönyv | Kayode 25' Suswam 30' Musa 62' Nwofor 69' 73' |

| Estadio Centenario, Armenia Nézőszám: 8415 Játékvezető: Dario Ubriaco (uruguayi) |

| 2011. augusztus 6. 20:00 |

| Szaúd-Arábia | 0–2               | Nigéria               |
| ------------ | ----------------- | --------------------- |
|              | (0–1) Jegyzőkönyv | Musa 45+2' Kayode 85' |

| Estadio Hernán Ramírez Villegas, Pereira Nézőszám: 13 710 Játékvezető: Hernando Buitrago (kolumbiai) |

| 2011. augusztus 6. 20:00 |

| Horvátország | 0–1               | Guatemala    |
| ------------ | ----------------- | ------------ |
|              | (0–0) Jegyzőkönyv | Ceballos 81' |

| Estadio Centenario, Armenia Nézőszám: 3202 Játékvezető: Abdulrahman Hussain (katari) |

#### E csoport
| Csapat   | M | Gy | D | V | G+ | G– | Gk | P |
| -------- | - | -- | - | - | -- | -- | -- | - |
| Brazília | 3 | 2  | 1 | 0 | 8  | 1  | +7 | 7 |
| Egyiptom | 3 | 2  | 1 | 0 | 6  | 1  | +5 | 7 |
| Panama   | 3 | 0  | 1 | 2 | 0  | 5  | –5 | 1 |
| Ausztria | 3 | 0  | 1 | 2 | 0  | 7  | –7 | 1 |

| 2011. július 29. 17:30 |

| Ausztria | 0–0         | Panama |
| -------- | ----------- | ------ |
|          | Jegyzőkönyv |        |

| Estadio Jaime Morón León, Cartagena Nézőszám: 13 200 Játékvezető: Antonio Arias (paraguayi) |

| 2011. július 29. 21:00 |

| Brazília   | 1–1               | Egyiptom     |
| ---------- | ----------------- | ------------ |
| Danilo 12' | (1–1) Jegyzőkönyv | O. Gábir 26' |

| Estadio Metropolitano Roberto Meléndez, Barranquilla Nézőszám: 44 569 Játékvezető: Cüneyt Çakır (török) |

| 2011. augusztus 1. 17:00 |

| Egyiptom   | 1–0               | Panama |
| ---------- | ----------------- | ------ |
| Hegazi 67' | (0–0) Jegyzőkönyv |        |

| Estadio Metropolitano Roberto Meléndez, Barranquilla Nézőszám: 9299 Játékvezető: Kim Dong-Jin (Dél-koreai) |

| 2011. augusztus 1. 20:00 |

| Brazília                                         | 3–0               | Ausztria |
| ------------------------------------------------ | ----------------- | -------- |
| Henrique 37' Coutinho 52' (11-esből) Willian 63' | (1–0) Jegyzőkönyv |          |

| Estadio Metropolitano Roberto Meléndez, Barranquilla Nézőszám: 9299 Játékvezető: Mark Geiger (USA) |

| 2011. augusztus 4. 20:00 |

| Brazília                                 | 4–0               | Panama |
| ---------------------------------------- | ----------------- | ------ |
| Henrique 40' Coutinho 45+1' 52' Dudu 89' | (2–0) Jegyzőkönyv |        |

| Estadio Metropolitano Roberto Meléndez, Barranquilla Nézőszám: 15 820 Játékvezető: Mark Clattenburg (angol) |

| 2011. augusztus 4. 20:00 |

| Egyiptom                      | 4–0               | Ausztria |
| ----------------------------- | ----------------- | -------- |
| Ghazy 31' Ibrahim 60' 62' 82' | (1–0) Jegyzőkönyv |          |

| Estadio Jaime Morón León, Cartagena Nézőszám: 15 646 Játékvezető: Walter Lopez (guatemalai) |

#### F csoport
| Csapat      | M | Gy | D | V | G+ | G– | Gk | P |
| ----------- | - | -- | - | - | -- | -- | -- | - |
| Argentína   | 3 | 2  | 1 | 0 | 4  | 0  | +4 | 7 |
| Mexikó      | 3 | 1  | 1 | 1 | 3  | 1  | +2 | 4 |
| Anglia      | 3 | 0  | 3 | 0 | 0  | 0  | 0  | 3 |
| Észak-Korea | 3 | 0  | 1 | 2 | 0  | 6  | –6 | 1 |

| 2011. július 29. 14:30 |

| Anglia | 0–0         | Észak-Korea |
| ------ | ----------- | ----------- |
|        | Jegyzőkönyv |             |

| Estadio Atanasio Girardot, Medellín Nézőszám: 21 860 Játékvezető: Wilson Seneme (brazil) |

| 2011. július 29. 17:30 |

| Argentína  | 1–0               | Mexikó |
| ---------- | ----------------- | ------ |
| Lamela 70' | (0–0) Jegyzőkönyv |        |

| Estadio Atanasio Girardot, Medellín Nézőszám: 21 981 Játékvezető: Vad István (magyar) |

| 2011. augusztus 1. 17:00 |

| Mexikó                                              | 3–0               | Észak-Korea |
| --------------------------------------------------- | ----------------- | ----------- |
| Ri Yong Chol 45+1' (öngól) Guarch 54' De Buen 90+4' | (1–0) Jegyzőkönyv |             |

| Estadio Atanasio Girardot, Medellín Nézőszám: 40 943 Játékvezető: Markus Strömbergsson (svéd) |

| 2011. augusztus 1. 20:00 |

| Argentína | 0–0         | Anglia |
| --------- | ----------- | ------ |
|           | Jegyzőkönyv |        |

| Estadio Atanasio Girardot, Medellín Nézőszám: 40 943 Játékvezető: Walter López (guatemalai) |

| 2011. augusztus 4. 17:00 |

| Mexikó | 0–0         | Anglia |
| ------ | ----------- | ------ |
|        | Jegyzőkönyv |        |

| Estadio Jaime Morón León, Cartagena Nézőszám: 16 042 Játékvezető: Dzsamel Hajmúdi (algériai) |

| 2011. augusztus 4. 17:00 |

| Argentína                                    | 3–0               | Észak-Korea |
| -------------------------------------------- | ----------------- | ----------- |
| Ferreyra 36' Villafáñez 84' Cirigliano 90+6' | (1–0) Jegyzőkönyv |             |

| Estadio Atanasio Girardot, Medellín Nézőszám: 11 604 Játékvezető: Noumandiez Doue (elefántcsontparti) |

#### Harmadik helyezett csapatok sorrendje
Sorrend meghatározása

A FIFA versenyszabályzata alapján, a harmadik helyezettek sorrendjét az alábbiak alapján kell meghatározni:
1. az összes mérkőzésen szerzett több pont
2. az összes mérkőzésen elért jobb gólkülönbség
3. az összes mérkőzésen szerzett több gól
4. fair play pontszám
5. sorsolás

| Csoport | Csapat     | M | Gy | D | V | G+ | G– | Gk  | P |
| ------- | ---------- | - | -- | - | - | -- | -- | --- | - |
| F       | Anglia     | 3 | 0  | 3 | 0 | 0  | 0  | 0   | 3 |
| A       | Dél-Korea  | 3 | 1  | 0 | 2 | 3  | 4  | –1  | 3 |
| C       | Costa Rica | 3 | 1  | 0 | 2 | 4  | 9  | −5  | 3 |
| D       | Guatemala  | 3 | 1  | 0 | 2 | 1  | 11 | –10 | 3 |
| B       | Új-Zéland  | 3 | 0  | 2 | 1 | 2  | 3  | −1  | 2 |
| E       | Panama     | 3 | 0  | 1 | 2 | 0  | 5  | –5  | 1 |

### Egyenes kieséses szakasz
|  |                             |               |                       |                        |                          |                          |                          |               |               |               |                       |                       |                       |  |  |       |       |       |
|  | Nyolcaddöntők               | Nyolcaddöntők | Nyolcaddöntők         |                        |                          | Negyeddöntők             | Negyeddöntők             | Negyeddöntők  |               |               | Elődöntők             | Elődöntők             | Elődöntők             |  |  | Döntő | Döntő | Döntő |
|  | Nyolcaddöntők               | Nyolcaddöntők | Nyolcaddöntők         |                        |                          | Negyeddöntők             | Negyeddöntők             | Negyeddöntők  |               |               | Elődöntők             | Elődöntők             | Elődöntők             |  |  | Döntő | Döntő | Döntő |
|  | augusztus 10.– Barranquilla |               |                       |                        |                          |                          |                          |               |               |               |                       |                       |                       |  |  |       |       |       |
|  |                             |               |                       |                        |                          |                          |                          |               |               |               |                       |                       |                       |  |  |       |       |       |
|  | E1                          | Brazília      | 3                     |                        |                          |                          |                          |               |               |               |                       |                       |                       |  |  |       |       |       |
|  | E1                          | Brazília      | 3                     | augusztus 14.– Pereira |                          |                          |                          |               |               |               |                       |                       |                       |  |  |       |       |       |
|  | D2                          | Szaúd-Arábia  | 0                     |                        |                          |                          |                          |               |               |               |                       |                       |                       |  |  |       |       |       |
|  | D2                          | Szaúd-Arábia  | 0                     |                        |                          | Brazília                 | Brazília                 | 2 (4)         |               |               |                       |                       |                       |  |  |       |       |       |
|  | augusztus 10.– Manizales    |               |                       |                        |                          | Brazília                 | Brazília                 | 2 (4)         |               |               |                       |                       |                       |  |  |       |       |       |
|  |                             |               | Spanyolország         | Spanyolország          | 2 (2)                    |                          |                          |               |               |               |                       |                       |                       |  |  |       |       |       |
|  | C1                          | Spanyolország | Spanyolország         | Spanyolország          | 2 (2)                    | 0 (7)                    |                          |               |               |               |                       |                       |                       |  |  |       |       |       |
|  | C1                          | Spanyolország |                       |                        |                          | 0 (7)                    | augusztus 17.– Pereira   |               |               |               |                       |                       |                       |  |  |       |       |       |
|  | ABF3                        | Dél-Korea     | 0 (6)                 |                        |                          |                          |                          |               |               |               |                       |                       |                       |  |  |       |       |       |
|  | ABF3                        | Dél-Korea     | 0 (6)                 |                        |                          | Brazília                 | Brazília                 | 2             |               |               |                       |                       |                       |  |  |       |       |       |
|  | augusztus 9.– Pereira       |               |                       |                        |                          | Brazília                 | Brazília                 | 2             |               |               |                       |                       |                       |  |  |       |       |       |
|  |                             |               | Mexikó                | Mexikó                 | 0                        |                          |                          |               |               |               |                       |                       |                       |  |  |       |       |       |
|  | B2                          | Kamerun       | Mexikó                | Mexikó                 | 0                        | 1 (0)                    |                          |               |               |               |                       |                       |                       |  |  |       |       |       |
|  | B2                          | Kamerun       | augusztus 13.– Bogotá |                        |                          | 1 (0)                    |                          |               |               |               |                       |                       |                       |  |  |       |       |       |
|  | F2                          | Mexikó        | 1 (3)                 |                        |                          |                          |                          |               |               |               |                       |                       |                       |  |  |       |       |       |
|  | F2                          | Mexikó        | 1 (3)                 |                        |                          | Mexikó                   | Mexikó                   | 3             |               |               |                       |                       |                       |  |  |       |       |       |
|  | augusztus 9.– Bogotá        |               |                       |                        |                          | Mexikó                   | Mexikó                   | 3             |               |               |                       |                       |                       |  |  |       |       |       |
|  |                             |               | Kolumbia              | Kolumbia               | 1                        |                          |                          |               |               |               |                       |                       |                       |  |  |       |       |       |
|  | A1                          | Kolumbia      | Kolumbia              | Kolumbia               | 1                        | 3                        |                          |               |               |               |                       |                       |                       |  |  |       |       |       |
|  | A1                          | Kolumbia      |                       |                        |                          | 3                        | augusztus 20.– Bogotá    |               |               |               |                       |                       |                       |  |  |       |       |       |
|  | CDE3                        | Costa Rica    | 2                     |                        |                          |                          |                          |               |               |               |                       |                       |                       |  |  |       |       |       |
|  | CDE3                        | Costa Rica    | 2                     |                        |                          | Brazília                 | Brazília                 | 3             |               |               |                       |                       |                       |  |  |       |       |       |
|  | augusztus 10.– Cartagena    |               |                       |                        |                          | Brazília                 | Brazília                 | 3             |               |               |                       |                       |                       |  |  |       |       |       |
|  |                             |               | Portugália            | Portugália             | 2                        |                          |                          |               |               |               |                       |                       |                       |  |  |       |       |       |
|  | A2                          | Franciaország | Portugália            | Portugália             | 2                        | 1                        |                          |               |               |               |                       |                       |                       |  |  |       |       |       |
|  | A2                          | Franciaország | augusztus 14.– Cali   |                        |                          | 1                        |                          |               |               |               |                       |                       |                       |  |  |       |       |       |
|  | C2                          | Ecuador       | 0                     |                        |                          |                          |                          |               |               |               |                       |                       |                       |  |  |       |       |       |
|  | C2                          | Ecuador       | 0                     |                        |                          | Franciaország            | Franciaország            | 3             |               |               |                       |                       |                       |  |  |       |       |       |
|  | augusztus 10.– Armenia      |               |                       |                        |                          | Franciaország            | Franciaország            | 3             |               |               |                       |                       |                       |  |  |       |       |       |
|  |                             |               | Nigéria               | Nigéria                | 2                        |                          |                          |               |               |               |                       |                       |                       |  |  |       |       |       |
|  | D1                          | Nigéria       | Nigéria               | Nigéria                | 2                        | 1                        |                          |               |               |               |                       |                       |                       |  |  |       |       |       |
|  | D1                          | Nigéria       |                       |                        |                          | 1                        | augusztus 17.– Medellín  |               |               |               |                       |                       |                       |  |  |       |       |       |
|  | BEF3                        | Anglia        | 0                     |                        |                          |                          |                          |               |               |               |                       |                       |                       |  |  |       |       |       |
|  | BEF3                        | Anglia        | 0                     |                        |                          | Franciaország            | Franciaország            | 0             |               |               |                       |                       |                       |  |  |       |       |       |
|  | augusztus 9.– Cali          |               |                       |                        |                          | Franciaország            | Franciaország            | 0             |               |               |                       |                       |                       |  |  |       |       |       |
|  |                             |               | Portugália            | Portugália             | 2                        |                          |                          | Bronzmérkőzés | Bronzmérkőzés | Bronzmérkőzés |                       |                       |                       |  |  |       |       |       |
|  | B1                          | Portugália    | Portugália            | Portugália             | 2                        | 1                        |                          |               |               | Bronzmérkőzés |                       |                       |                       |  |  |       |       |       |
|  | B1                          | Portugália    |                       |                        | augusztus 13.– Cartagena | augusztus 13.– Cartagena | augusztus 13.– Cartagena |               |               |               | augusztus 20.– Bogotá | augusztus 20.– Bogotá | augusztus 20.– Bogotá |  |  |       |       |       |
|  | ACD3                        | Guatemala     | 0                     |                        | augusztus 13.– Cartagena | augusztus 13.– Cartagena | augusztus 13.– Cartagena |               |               |               | augusztus 20.– Bogotá | augusztus 20.– Bogotá | augusztus 20.– Bogotá |  |  |       |       |       |
|  | ACD3                        | Guatemala     | 0                     |                        |                          | Portugália               | Portugália               | 0 (5)         | Mexikó        | Mexikó        | 3                     |                       |                       |  |  |       |       |       |
|  | augusztus 9.– Medellín      |               |                       |                        |                          | Portugália               | Portugália               | 0 (5)         | Mexikó        | Mexikó        | 3                     |                       |                       |  |  |       |       |       |
|  |                             |               | Argentína             | Argentína              | 0 (4)                    |                          |                          | Franciaország | Franciaország | 1             |                       |                       |                       |  |  |       |       |       |
|  | F1                          | Argentína     | Argentína             | Argentína              | 0 (4)                    | 2                        |                          | Franciaország | Franciaország | 1             |                       |                       |                       |  |  |       |       |       |
|  | F1                          | Argentína     |                       |                        |                          |                          |                          |               |               |               |                       |                       |                       |  |  |       |       |       |
|  | E2                          | Egyiptom      | 1                     |                        |                          |                          |                          |               |               |               |                       |                       |                       |  |  |       |       |       |
|  | E2                          | Egyiptom      | 1                     |                        |                          |                          |                          |               |               |               |                       |                       |                       |  |  |       |       |       |

#### Nyolcaddöntők
| 2011. augusztus 9. 17:00 |

| Portugália                | 1–0               | Guatemala |
| ------------------------- | ----------------- | --------- |
| N. Oliveira 7' (11-esből) | (1–0) Jegyzőkönyv |           |

| Estadio Pascual Guerrero, Cali Nézőszám: 33 294 Játékvezető: Djamel Haimoudi (algériai) |

| 2011. augusztus 9. 17:00 |

| Argentína                            | 2–1               | Egyiptom              |
| ------------------------------------ | ----------------- | --------------------- |
| Lamela 42' (11-esből) 64' (11-esből) | (1–0) Jegyzőkönyv | Szaláh 70' (11-esből) |

| Estadio Atanasio Girardot, Medellín Nézőszám: 38 105 Játékvezető: Markus Strömbergsson (svéd) |

| 2011. augusztus 9. 20:00 |

| Kamerun                | 1–1 (h. u.)                 | Mexikó              |
| ---------------------- | --------------------------- | ------------------- |
| Ohandza 79'            | (0–0, 1–1, 1–1) Jegyzőkönyv | Orrantia 81'        |
| Büntetőpárbaj          |                             |                     |
| Ohandza Nguessi Mbondi | 0–3                         | Torres Dávila Piñón |

| Estadio Hernán Ramírez Villegas, Pereira Nézőszám: 20 268 Játékvezető: Wilson Seneme (brazil) |

| 2011. augusztus 9. 20:00 |

| Kolumbia                                         | 3–2               | Costa Rica         |
| ------------------------------------------------ | ----------------- | ------------------ |
| Muriel 56' Franco 79' Rodríguez 90+3' (11-esből) | (0–0) Jegyzőkönyv | Ruiz 63' Escoe 65' |

| Estadio El Campín, Bogotá Nézőszám: 36 016 Játékvezető: Mark Clattenburg (angol) |

| 2011. augusztus 10. 17:00 |

| Nigéria    | 1–0               | Anglia |
| ---------- | ----------------- | ------ |
| Egbedi 52' | (0–0) Jegyzőkönyv |        |

| Estadio Centenario, Armenia Nézőszám: 18 187 Játékvezető: Antonio Arias (paraguayi) |

| 2011. augusztus 10. 17:00 |

| Spanyolország                                   | 0–0 (h. u.)                 | Dél-Korea                                                                     |
| ----------------------------------------------- | --------------------------- | ----------------------------------------------------------------------------- |
|                                                 | (0–0, 0–0, 0–0) Jegyzőkönyv |                                                                               |
| Büntetőpárbaj                                   |                             |                                                                               |
| Tello Recio Koke Vázquez Isco Bartra Amat Romeu | 7–6                         | Seung-Yong Seung-Woo Ki-Je Kim Dzsinszu Hyun-Soo Sang-Gi Sung-Dong Kyung-Jong |

| Estadio Palogrande, Manizales Nézőszám: 23 360 Játékvezető: Mark Geiger (USA) |

| 2011. augusztus 10. 20:00 |

| Brazília                        | 3–0               | Szaúd-Arábia |
| ------------------------------- | ----------------- | ------------ |
| Henrique 46' Silva 69' Dudu 86' | (0–0) Jegyzőkönyv |              |

| Estadio Metropolitano Roberto Meléndez, Barranquilla Nézőszám: 36 269 Játékvezető: Vad István (magyar) |

| 2011. augusztus 10. 20:00 |

| Franciaország | 1–0               | Ecuador |
| ------------- | ----------------- | ------- |
| Griezmann 75' | (0–0) Jegyzőkönyv |         |

| Estadio Jaime Morón León, Cartagena Nézőszám: 15 881 Játékvezető: Kim Dong-Jin (dél-koreai) |

#### Negyeddöntők
| 2011. augusztus 13. 17:00 |

| Portugália                                              | 0–0 (h. u.)                 | Argentína                                          |
| ------------------------------------------------------- | --------------------------- | -------------------------------------------------- |
|                                                         | (0–0, 0–0, 0–0) Jegyzőkönyv |                                                    |
| Büntetőpárbaj                                           |                             |                                                    |
| Reis Danilo Roderick Rafa N. Oliveira Tiago S. Oliveira | 5–4                         | Lamela Iturbe Nervo Pirez Ruiz Vuletich Tagliafico |

| Estadio Jaime Morón León, Cartagena Nézőszám: 15 946 Játékvezető: Peter O'Leary (új-zélandi) |

| 2011. augusztus 13. 20:00 |

| Mexikó                               | 3–1               | Kolumbia   |
| ------------------------------------ | ----------------- | ---------- |
| Torres 37' (11-esből) Rivera 69' 88' | (1–0) Jegyzőkönyv | Zapata 60' |

| Estadio El Campín, Bogotá Nézőszám: 35 501 Játékvezető: Cüneyt Çakir (török) |

| 2011. augusztus 14. 15:00 |

| Franciaország                  | 3–2 (h. u.)                 | Nigéria          |
| ------------------------------ | --------------------------- | ---------------- |
| Lacazette 50' 104' Fofana 102' | (0–0, 1–1, 3–1) Jegyzőkönyv | Ejike 90+3' 111' |

| Estadio Pascual Guerrero, Cali Nézőszám: 33 007 Játékvezető: Darío Ubriaco (uruguayi) |

| 2011. augusztus 14. 18:00 |

| Brazília                      | 2–2 (h. u.)                 | Spanyolország               |
| ----------------------------- | --------------------------- | --------------------------- |
| Willian 35' Dudu 100'         | (1–0, 1–1, 2–2) Jegyzőkönyv | Rodrigo 57' Vázquez 102'    |
| Büntetőpárbaj                 |                             |                             |
| Casimiro Danilo Henrique Dudu | 5–4                         | Amat Roberto Bartra Vázquez |

| Estadio Hernán Ramírez Villegas, Pereira Nézőszám: 29 318 Játékvezető: Walter López (guatemalai) |

#### Elődöntők
| 2011. augusztus 17. 17:00 |

| Franciaország | 0–2               | Portugália                           |
| ------------- | ----------------- | ------------------------------------ |
|               | (0–2) Jegyzőkönyv | Danilo 9' N. Oliveira 40' (11-esből) |

| Estadio Atanasio Girardot, Medellín Nézőszám: 40 598 Játékvezető: Cüneyt Çakır (török) |

| 2011. augusztus 17. 20:00 |

| Brazília         | 2–0               | Mexikó |
| ---------------- | ----------------- | ------ |
| Henrique 80' 84' | (0–0) Jegyzőkönyv |        |

| Estadio Hernán Ramírez Villegas, Pereira Nézőszám: 29 812 Játékvezető: Mark Clattenburg (angol) |

#### Bronzmérkőzés
| 2011. augusztus 20. 17:00 |

| Mexikó                             | 3–1               | Franciaország |
| ---------------------------------- | ----------------- | ------------- |
| Dávila 12' Enríquez 49' Rivera 71' | (1–1) Jegyzőkönyv | Lacazette 8'  |

| Estadio El Campín, Bogotá Nézőszám: 36 085 Játékvezető: Antonio Arias (paraguayi) |

#### Döntő
| 2011. augusztus 20. 20:00 |

| Brazília          | 3–2 (h. u.)                 | Portugália              |
| ----------------- | --------------------------- | ----------------------- |
| Oscar 5' 78' 111' | (1–1, 2–2, 2–2) Jegyzőkönyv | Alex 9' N. Oliveira 59' |

| Estadio El Campín, Bogotá Nézőszám: 36 058 Játékvezető: Mark Geiger (USA) |

### Díjak
| A 2011-es U20-as labdarúgó-világbajnokság győztese |
| -------------------------------------------------- |
| · Brazília · 5. cím                                |

| 2. helyezett | 3. helyezett | 4. helyezett  |
| ------------ | ------------ | ------------- |
| Portugália   | Mexikó       | Franciaország |

#### Különdíjak
| Aranylabda               | Ezüstlabda      | Bronzlabda          |
| ------------------------ | --------------- | ------------------- |
| Henrique                 | Nélson Oliveira | Jorge Enríquez      |
| Aranycipő                | Ezüstcipő       | Bronzcipő           |
| Henrique                 | Álvaro Vázquez  | Alexandre Lacazette |
| 5 gólos                  | 5 gólos         | 5 gólos             |
| Aranykesztyű             |                 |                     |
| Michael Simões Domingues |                 |                     |
| FIFA Fair Play díj       |                 |                     |
| Nigéria                  |                 |                     |

### Gólszerzők
5 gólos
| - Henrique | - Alexandre Lacazette | - Álvaro Vázquez |  |

4 gólos
| - Luis Muriel | - Nélson Oliveira |  |

3 gólos
| - Erik Lamela - Philippe Coutinho - Dudu - Oscar | - James Rodríguez - John Jairo Ruiz - Mohamed Ibrahim - Edson Rivera | - Edafe Egbedi - Olarenwaju Kayode - Ahmed Musa - Rodrigo Moreno |

2 gólos
| - Thomas Oar - Willian - Joel Campbell - Marlon de Jesús | - Gueïda Fofana - Gilles Sunu - Bright Ejike | - Uche Nwofor - Yasir Al-Fahmi - Sergio Canales |

1 gólos
| - Ezequiel Cirigliano - Facundo Ferreyra - Lucas Villafáñez - Kerem Bulut - Danilo - Gabriel Silva - Christ Mbondi - Emmanuel Mbongo - Frank Ohandza - Santiago Arias - Pedro Franco - José Adolfo Valencia - Duván Zapata - Javier Escoe - Andrej Kramarić - Ivan Lendrić - Juan Govea | - Edson Montaño - Omar Gábir - Ahmed Hegázi - Mohamed Szaláh - Mohamed Sobhi - Cedric Bakambu - Antoine Griezmann - Marvin Ceballos - Ulises Dávila - Diego De Buen - Jorge Enríquez - Taufic Guarch - Carlos Emilio Orrantía - Erick Torres Padilla - Andrew Bevin - Abdul Ajagun - Terna Suswam | - Alex - Danilo - Mário Rui - Salem Al-Dawsari - Mohammed Al-Fatil - Ibrahim Al-Ibrahim - Fhad Al-Muwallad - Yasir Al-Shahrani - Yahya Dagriri - Jang Hyun-Soo - Kim Kyung-Jung - Kim Young-Uk - Isco - Koke - Sergi Roberto - Adrián Luna |

1 öngólos
| - Serge Tchaha (Új-Zéland ellen) | - Francisco Calvo (Ausztrália ellen) | - Ri Yong-Chol (Mexikó ellen) |

### Végeredmény
Az első négy helyezett utáni sorrend nem tekinthető hivatalosnak, mivel ezekért a helyekért nem játszottak mérkőzéseket. Ezért e helyezések meghatározásához az alábbiak lettek figyelembe véve:
1. több szerzett pont (a 11-esekkel eldöntött találkozók a hosszabbítást követő eredménnyel, döntetlenként vannak feltüntetve)
2. jobb gólkülönbség
3. több szerzett gól

| Helyezés | Nemzet        | M | Gy | D | V | G+ | G– | Gk  | P  |
| -------- | ------------- | - | -- | - | - | -- | -- | --- | -- |
| Arany    | Brazília      | 7 | 5  | 2 | 0 | 18 | 5  | +13 | 17 |
| Ezüst    | Portugália    | 7 | 4  | 2 | 1 | 7  | 3  | +4  | 14 |
| Bronz    | Mexikó        | 7 | 3  | 2 | 2 | 10 | 6  | +4  | 11 |
| 4.       | Franciaország | 7 | 4  | 0 | 3 | 11 | 12 | −1  | 12 |
|          |               |   |    |   |   |    |    |     |    |
| 5.       | Nigéria       | 5 | 4  | 0 | 1 | 15 | 5  | +10 | 12 |
| 6.       | Kolumbia      | 5 | 4  | 0 | 1 | 11 | 6  | +5  | 12 |
| 7.       | Spanyolország | 5 | 3  | 2 | 0 | 13 | 4  | +9  | 11 |
| 8.       | Argentína     | 5 | 3  | 2 | 0 | 6  | 1  | +5  | 11 |
|          |               |   |    |   |   |    |    |     |    |
| 9.       | Egyiptom      | 4 | 2  | 1 | 1 | 7  | 3  | +4  | 7  |
| 10.      | Szaúd-Arábia  | 4 | 2  | 0 | 2 | 8  | 5  | +3  | 6  |
| 11.      | Kamerun       | 4 | 1  | 2 | 1 | 3  | 3  | 0   | 5  |
| 12.      | Ecuador       | 4 | 1  | 1 | 2 | 4  | 4  | 0   | 4  |
| 13.      | Dél-Korea     | 4 | 1  | 1 | 2 | 3  | 4  | −1  | 4  |
| 14.      | Anglia        | 4 | 0  | 3 | 1 | 0  | 1  | −1  | 3  |
| 15.      | Costa Rica    | 4 | 1  | 0 | 3 | 6  | 12 | −6  | 3  |
| 16.      | Guatemala     | 4 | 1  | 0 | 3 | 1  | 12 | −11 | 3  |
|          |               |   |    |   |   |    |    |     |    |
| 17.      | Új-Zéland     | 3 | 0  | 2 | 1 | 2  | 3  | −1  | 2  |
| 18.      | Uruguay       | 3 | 0  | 2 | 1 | 1  | 2  | -1  | 2  |
| 19.      | Ausztrália    | 3 | 0  | 1 | 2 | 4  | 9  | −5  | 1  |
| 20.      | Panama        | 3 | 0  | 1 | 2 | 0  | 5  | −5  | 1  |
| 21.      | Észak-Korea   | 3 | 0  | 1 | 2 | 0  | 6  | –6  | 1  |
| 22.      | Ausztria      | 3 | 0  | 1 | 2 | 0  | 7  | –7  | 1  |
| 23.      | Horvátország  | 3 | 0  | 0 | 3 | 2  | 8  | −6  | 0  |
| 24.      | Mali          | 3 | 0  | 0 | 3 | 0  | 6  | –6  | 0  |